# Juan Antonio Guzmán
Juan Antonio Guzmán Batista (* 21. August 1951 in Santiago de los Caballeros, Dominikanische Republik; † Mai 2021 in Bronx, New York City) war ein dominikanischer Boxer im Halbfliegengewicht.

## Profikarriere
Im Jahre 1973 begann er erfolgreich seine Profikarriere. Am 2. Juli 1976 boxte er gegen Jaime Rios um den Weltmeistertitel des Verbandes WBA und siegte nach Punkten. Diesen Gürtel verlor er allerdings bereits in seiner ersten Titelverteidigung im Oktober desselben Jahres an Yōkō Gushiken.
Im Jahre 1982 beendete er seine Karriere.